# Aeroscraft
Aeroscraft je ime za več tovornih rigidnih (togih) zračnih ladij, ki jih planira podjetje Worldwide Aeros Corporation. Podjetje trentno išče sredstva za model ML866, ki bo imel kapaciteto 66 ton in model ML868, ki bo imel kapaciteto 250 ton. Študirajo tudi večji model ML86X, ki bo imel kapaciteto 500 ton.Uporabljal se bo za komercialne in vojaške namene.
Januarja 2013 so zgradili manjši model "Pelican".
Model ML866 do 169 metrov dolg in bo imel največjo hitrost 120 vozlov (222 km/h) in dolet 5700 kilometrov. Največja višina leta bo 3700 metrov. Večji ML868 bo 230 metrov dolg in bo imel enako hitrost in višino leta.
Trenutni prototip Pelican je 81 metrov dolg in ima hitrost 110 km/h.
Aeroscraft uporablja togo (rigidno) strukturo. Za razliko od drugih planiranih hibridnih zračnih ladij, ki uporabljajo poleg statičneg vzgona tudi aerodinamični vzgon, Aeroscraft uporablja samo statični vzgon. To mu bo omogočalo lebdenje tudi ob največčjem tovori. 
Aeros razvija tehnologijo za kontroliranje vzgona "Control of Static Heaviness (COSH)". Helij bodo stisnili v presurizirane tanke, njegovo mesto bo zasedel zrak iz atmosfere in tako se bo zmanjšal vzgon. Za povečanje vzgona pa bo helij izpodrinil zrak
Aeroscraft bo imel poleg horizontalnih propelerjev, še šest nazvdol orientiranih turbofanov, ki bodo olajšali vertikalni vzlet in pristanke (VTOL). Tako ne potrebna vzletna steza, balast in posadka na zemlji.